# Cordeleboea nubena
Cordeleboea nubena är en stekelart som beskrevs av Ugalde och Ian D. Gauld 2002. Cordeleboea nubena ingår i släktet Cordeleboea och familjen brokparasitsteklar. Inga underarter finns listade i Catalogue of Life.